# Cousinia schugnanica
Cousinia schugnanica là một loài thực vật có hoa trong họ Cúc. Loài này được Juz. mô tả khoa học đầu tiên.